# Décaprote
Un décaprote est, en Grèce romaine, et plus particulièrement à l’époque impériale, un homme qui a la charge (decaprotia) de gérer l'impôt que la cité doit à Rome, en levant les tributs et en avançant de sa poche les sommes manquantes. Ces travailleurs volontaires étaient recrutés parmi les décurions de la cité. Cette fonction est essentiellement masculine, même s'il y a des traces d'occupation de la charge par des femmes, notamment à Sillyon, en Pamphylie. On peut considérer cette charge comme une forme de liturgie, puisqu'il faut nécessairement des hommes ou femmes riches pour accomplir cette fonction.